# Schalksmühle
Schalksmühle település Németországban, azon belül Észak-Rajna-Vesztfália tartományban. Lakosainak száma 10 219 fő (2023. december 31.). Schalksmühle Hagen és Lüdenscheid községekkel határos.

## Népesség
A település népességének változása:
| Lakosok száma | 11 173 | 10 388 | 10 341 | 10 227 | 10 284 | 10 219 |
|               | 1975   | 2017   | 2019   | 2021   | 2022   | 2023   |